# Halowe Mistrzostwa Europy w Lekkoatletyce 1976 – bieg na 400 m mężczyzn
Bieg na 400 metrów mężczyzn – jedna z konkurencji biegowych rozgrywanych podczas halowych lekkoatletycznych mistrzostw Europy w  Olympiahalle w Monachium. Eliminacje i półfinały zostały rozegrane 21 lutego, a bieg finałowy 22 lutego 1976. Zwyciężył reprezentant Bułgarii Janko Bratanow. Tytułu zdobytego na poprzednich mistrzostwach nie obronił Hermann Köhler z Republiki Federalnej Niemiec, który tym razem wywalczył srebrny medal. 

## Rezultaty

### Eliminacje
Rozegrano 3 biegi eliminacyjne, do których przystąpiło 10 biegaczy. Awans do półfinału dawało zajęcie jednego z pierwszych dwóech miejsc w swoim biegu (Q). Skład półfinałów uzupełniło dwóch zawodników z najlepszym czasem wśród przegranych (q).
Opracowano na podstawie materiału źródłowego.
Bieg 1
| Miejsce | Zawodnik          | Czas  | Uwagi |
| ------- | ----------------- | ----- | ----- |
| 1       | Stawros Dziordzis | 48,12 | Q     |
| 2       | Ludger Zander     | 48,53 | Q     |
| 3       | Nándor Hornyacsek | 48,66 | q     |
| 4       | Waldemar Szlendak | 49,06 |       |

Bieg 2
| Miejsce | Zawodnik          | Czas  | Uwagi |
| ------- | ----------------- | ----- | ----- |
| 1       | Grzegorz Mądry    | 49,36 | Q     |
| 2       | Harald Schmid     | 49,72 | Q     |
| 3       | Christian Jackiel | 50,15 |       |

Bieg 3
| Miejsce | Zawodnik       | Czas  | Uwagi |
| ------- | -------------- | ----- | ----- |
| 1       | Josip Alebić   | 48,23 | Q     |
| 2       | Hermann Köhler | 48,45 | Q     |
| 3       | Janko Bratanow | 48,45 | q     |

### Półfinały
Rozegrano 2 biegi półfinałowe, w których wystartowało 8 biegaczy. Awans do finału dawało zajęcie jednego z dwóch pierwszych miejsc w swoim biegu (Q).
Opracowano na podstawie materiału źródłowego.
Bieg 1
| Miejsce | Zawodnik          | Czas  | Uwagi |
| ------- | ----------------- | ----- | ----- |
| 1       | Stawros Dziordzis | 47,62 | Q     |
| 2       | Janko Bratanow    | 47,91 | Q     |
| 3       | Harald Schmid     | 47,98 |       |
| 4       | Ludger Zander     | 48,82 |       |

Bieg 2
| Miejsce | Zawodnik          | Czas  | Uwagi |
| ------- | ----------------- | ----- | ----- |
| 1       | Hermann Köhler    | 47,91 | Q     |
| 2       | Grzegorz Mądry    | 47,98 | Q     |
| 3       | Nándor Hornyacsek | 49,07 |       |
| 4       | Josip Alebić      | 49,31 |       |

### Finał
Opracowano na podstawie materiału źródłowego.
| Miejsce | Zawodnik          | Czas  |
| ------- | ----------------- | ----- |
| 1       | Janko Bratanow    | 47,79 |
| 2       | Hermann Köhler    | 48,19 |
| 3       | Grzegorz Mądry    | 48,46 |
| 4       | Stawros Dziordzis | 48,51 |